# Christian Cantwell
Christian Cantwell, född den 30 september 1980 i Jefferson City i Missouri, är en amerikansk friidrottare som tävlar i kulstötning.
Cantwell slog igenom vid IAAF World Athletics Final i Monaco 2003 där han vann guld. Året efter deltog han vid inomhus-VM i Budapest där han blev guldmedaljör. 2004 lyckades han stöta över 22 meter. Stöten på 22,54 blev det längsta någon stötte under det året. Trots det fick han inte delta vid de Olympiska sommarspelen 2004 då han inte kvalade in i det amerikanska laget. Hans första världsmästerskap utomhus var VM 2005 i Helsingfors där han slutade på femte plats. 
2008 inledde Cantwell säsongen med att vinna guld på VM inomhus och senare blev han silvermedaljör vid Olympiska sommarspelen 2008 i Peking med en stöt på 21,09 meter. Han vann VM 2009 i Berlin och besegrade då olympiamästaren Tomasz Majewski med 12 cm efter en stöt på 22,03 meter.
Den 198 cm långa och 136 kg tunga Cantwell är gift med föra detta kulstötaren Teri Steer. Paret fick en son 2008.

## Personliga rekord

### Inomhus
- Kula: 22,18 (2008)
- Viktkast: 22,04 (2002)

### Utomhus
- Kula: 22,54 (2004)
- Diskus: 59,32 (2001)
- Slägga: 57,18 (2001)